# Juego de las Estrellas de la Major League Soccer 2013

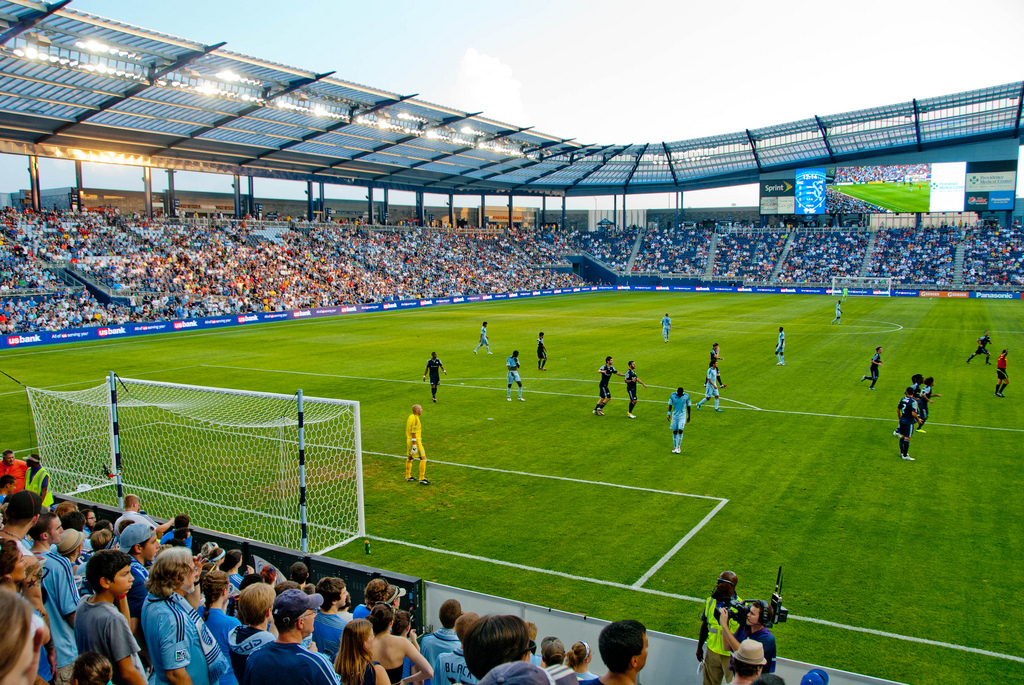
Sporting Park

El Juego de las Estrellas de la Major League Soccer 2013 fue la 18.ª edición del Juego de las Estrellas de la Major League Soccer, se disputó el 31 de julio de 2013 entre el Equipo de estrellas de la Major League Soccer contra la Roma de Italia. El partido se jugó en el Sporting Park en Kansas City, Kansas. El club italiano de la Roma venció al equipo de las estrellas 3-1.
| Bandera de Estados Unidos | vs. | Bandera de Italia |
| Major League Soccer 1     | vs. | A.S. Roma 3       |

## El partido
| 1  | POR | Raúl Fernández  |  |
| 5  | DEF | Matt Besler     |  |
| 2  | DEF | Tony Beltran    |  |
| 26 | DEF | Corey Ashe      |  |
| 78 | DEF | Aurélien Collin |  |
| 15 | MED | Will Johnson    |  |
| 8  | MED | Graham Zusi     |  |
| 23 | MED | Kyle Beckerman  |  |
| 11 | MED | Brad Davis      |  |
|    | DEL | Marco Di Vaio   |  |
| 14 | DEL | Thierry Henry   |  |
| DT | DT  | Peter Vermes    |  |

| 26 | POR | Morgan De Sanctis   |  |
| 35 | DEF | Vasilis Torosidis   |  |
| 17 | DEF | Mehdi Benatia       |  |
| 5  | DEF | Leandro Castán      |  |
| 42 | DEF | Federico Balzaretti |  |
| 15 | MED | Miralem Pjanić      |  |
| 4  | MED | Michael Bradley     |  |
| 48 | MED | Alessandro Florenzi |  |
| 6  | MED | Kevin Strootman     |  |
| 10 | MED | Francesco Totti     |  |
| 20 | DEL | Junior Tallo        |  |
| DT | DT  | Rudi García         |  |

| Anotado | 90+1' | Omar González |

| Anotado | 4'  | Kevin Strootman     |
| Anotado | 47' | Alessandro Florenzi |
| Anotado | 73' | Junior Tallo        |

| Árbitro | Hilario Grajeda |

| 1  | POR | Raúl Fernández  |  |
| 5  | DEF | Matt Besler     |  |
| 2  | DEF | Tony Beltran    |  |
| 26 | DEF | Corey Ashe      |  |
| 78 | DEF | Aurélien Collin |  |
| 15 | MED | Will Johnson    |  |
| 8  | MED | Graham Zusi     |  |
| 23 | MED | Kyle Beckerman  |  |
| 11 | MED | Brad Davis      |  |
|    | DEL | Marco Di Vaio   |  |
| 14 | DEL | Thierry Henry   |  |
| DT | DT  | Peter Vermes    |  |

| 26 | POR | Morgan De Sanctis   |  |
| 35 | DEF | Vasilis Torosidis   |  |
| 17 | DEF | Mehdi Benatia       |  |
| 5  | DEF | Leandro Castán      |  |
| 42 | DEF | Federico Balzaretti |  |
| 15 | MED | Miralem Pjanić      |  |
| 4  | MED | Michael Bradley     |  |
| 48 | MED | Alessandro Florenzi |  |
| 6  | MED | Kevin Strootman     |  |
| 10 | MED | Francesco Totti     |  |
| 20 | DEL | Junior Tallo        |  |
| DT | DT  | Rudi García         |  |

| Anotado | 90+1' | Omar González |

| Anotado | 4'  | Kevin Strootman     |
| Anotado | 47' | Alessandro Florenzi |
| Anotado | 73' | Junior Tallo        |

| Árbitro | Hilario Grajeda |